# Ciré Dia
Pour les articles homonymes, voir Dia.
Pape Ciré Dia est un footballeur international sénégalais né le 19 août 1980. Il a été formé à l'Asc Jaraaf de Dakar, il a joué au poste d'attaquant durant toute sa carrière marquant plusieurs buts, il a aussi joué sein du club marocain le  Raja de Casablanca.
Pape Ciré Dia possède plusieurs sélections en équipe du Sénégal.

## Palmarès
- Champion du Maroc en 2009 avec le Raja de Casablanca
- Champion du Senegal en 2000, 2004 et 2010 avec l'Asc Jaraaf de Dakar